# Liste des membres du Comité central du Parti communiste de l'Union soviétique (1956)
On trouvera ci-dessous la liste des 133 membres du Comité central du Parti communiste de l'Union soviétique élus lors du XXe Congrès du P.C.U.S., qui s'est tenu du 14 au 25 février 1956 à Moscou.
La liste respecte l'orthographe francisée utilisée dans le document source, mais est classée par ordre alphabétique français (l'original était trié selon l'alphabet cyrillique).

## Liste des membres
| - Afkhimovitch N.E. - Alferov P.N. - Andreiev A.A. - Aristov A.B. - Babaiev S. - Baibakov N.K. - Bechtchev B.P. - Beliaiev N.I. - Benediktov I.A. - Bobrovnikov N.I. - Boitsov I.P. - Boulganine N.A. - Brejniev D.D. - Brejniev L.I. - Chelepine A.N. - Chepilov D.T. - Chkolnikov A.M. - Chtykov T.F. - Chvernik N.M. - Danialov A.D. - Dementiev P.V. - Denissov G.A. - Deriouguine B.I. - Djavakhichvili G.D. - Doronine P.I. - Doudorov N.P. - Efremov L.N. | - Efremov M.T. - Enioutine G.V. - Fourtseva E.A. - Gaievoi A.I. - Gafourov B. - Goriatchev F.S. - Grichine I.T. - Grichine V.V. - Gromyko A.A. - Iakovlev I.D. - Iasnov M.A. - Ignatiev S.D. - Ignatov N.F. - Ignatov N.G. - Ioudine P.F. - Jegualine I.K. - Joukov G.K. - Kabanov I.G. - Kaganovitch L.M. - Kalnberzine J.E. - Kaltchenko N.T. - Kapitonov I.V. - Kebine I.G. - Khrounitchev M.V. - Khrouchtchev N.S. - Khvorostoukhine A. - Kiritchenko A.I. | - Kirilenko A.P. - Kisselev N.V. - Klimenko V.K. - Kobeliev B.N. - Kolouchtchinski E. - Koniev I.S. - Korneitchouk A.E. - Korotchenko D.S. - Kossyguine A.N. - Kouniaiev D.A. - Koutcherenko V.A. - Kouznietsov V.V. - Kovriguina M.D. - Kozlov F.R. - Kuusinen O.V. - Laptiev N.V. - Larionov A.N. - Latounov I.S. - Lebediev I.K. - Loubennikov L.I. - Malenkov G.M. - Malinovski R.J. - Malychev V.A. - Markov V.S. - Martchenko I.T. - Matskevitch V.V. - Mazourov K.T. | - Mikhailov N.A. - Mikoian A.I. - Mitine M.B. - Mjavanadze V.P. - Molotov V.M. - Moskalenko K.S. - Moskvine V.A. - Moukhitdinov N.A. - Mouratov Z.I. - Moustafaiev I.D. - Nasriddinova J.S. - Organov N.N. - Oustinov D.F. - Pankratova A.M. - Patolitchev N.S. - Pegov N.M. - Pervoukhine M.G. - Petoukhov K.D. - Podgorny N.V. - Polianski D.S. - Ponomarenko P.K. - Ponomariev B.N. - Pospelov P.N. - Prokofiev V.A. - Pouzanov A.M. - Pyssine K.G. - Raguimov S.G. | - Razzakov I.R. - Roumiantsev A.M. - Sabourov M.Z. - Serdiouk Z.T. - Serov I.A. - Snetchkous A.J. - Sokolovski V.D. - Stakhourski M.M. - Strouiev A.I. - Souslov M.A. - Souslov V.M. - Tchernychev V.E. - Tevossian I.F. - Tikhomirov S.M. - Titov F.E. - Titov V.N. - Tovmassian S.A. - Vannikov B.L. - Vassilievski A.M. - Volkov A.P. - Vorochilov K.E. - Voronov G.I. - Zademidko A.N. - Zaveniaguine A.P. - Zveriev A.G. |  |

## Sources
- XXe Congrès du Parti Communiste de l'Union soviétique, supplément des Cahiers du communisme, mars 1956